# La Longueville
 La Longueville là một xã ở trong tỉnh Nord ở miền bắc nước Pháp. Xã này có diện tích 17,64 km², dân số năm 1999 là 2196 người. Xã nằm ở khu vực có độ cao trung bình 146 mét trên mực nước biển.